# Forculus viridis
Forculus viridis är en insektsart som beskrevs av William Lucas Distant 1916. Forculus viridis ingår i släktet Forculus och familjen sköldstritar. Inga underarter finns listade i Catalogue of Life.